# Highbinder
Highbinder (englisch) nannte man die Mitglieder chinesischer Geheimbünde, die in verschiedenen Gegenden der Vereinigten Staaten, insbesondere in Kalifornien, verbreitet waren.
Die Geheimbünde hatten den vorgeschobenen Zweck, Wohltätigkeit und gegenseitige Unterstützung zu gewähren, was aber nur als Deckmantel für Erpressung und Räuberei diente. Auch vor Mord und anderen Verbrechen scheuten die Highbinder nicht zurück.
Der größte Geheimbund dieser Art nannte sich Tschi Kung Tong (englisch Chee Kung Tong) und hatte in seiner „Blütezeit“ mehr als 15.000 Mitglieder.